# Chrysler Newport (1969–1973)
Der Chrysler Newport der Modelljahre 1969–1973 ist ein Full-Size-Automobil des US-amerikanischen Chrysler-Konzerns, das vornehmlich auf nordamerikanischen Märkten vertrieben wurde. Diese Baureihe, die im Fuselage Design gestaltet ist, wird nach verbreiteter Zählung als dritte Generation der Newport-Familie angesehen. Der Newport hat eine Reihe von mehr oder weniger baugleichen, wenn auch stilistisch abgewandelten Schwestermodellen bei den Konzernmarken Chrysler, Dodge, Imperial und Plymouth. Das Modell wurde in fünf Jahren mehr als 660.000-mal gebaut.

## Entstehungsgeschichte
Im Gegensatz zu den Konzernmarken Dodge und Plymouth, die auch kompakte Wagen und Mittelklassefahrzeuge im Programm hatten, trat die Kernmarke Chrysler in den 1960er-Jahren ausschließlich im Segment der Full-Size-Cars an. Bei ihr gab es mit dem Newport, dem 300 und dem New Yorker eine eng gestaffelte Palette an Modellen, die im Grunde allesamt Varianten einer gemeinsamen Basiskonstruktion waren. In diesem Gefüge war der Newport regelmäßig das Einsteigermodell, das zu den günstigsten Preisen angeboten wurde.
1965 hatte Chrysler für die Full-Size-Modelle seiner Konzernmarken (mit Ausnahme von Imperial) die C-Plattform eingeführt. Die erste C-Body-Generation stand von 1965 bis 1968 im Programm. Zum Modelljahr 1969 erschien die zweite Generation, die sich technisch von der ersten kaum unterschied, stilistisch aber völlig neue Wege ging. Ihre Karosserien sind im Fuselage Styling gestaltet, einem Designkonzept von Elwood Engel, das Größe und Gewicht optisch besonders hervorhebt. Auch der Newport machte 1969 den Wechsel zur zweiten C-Body-Generation mit. Er blieb wie seine Schwestermodelle fünf Jahre lang im Programm und erfuhr dabei bis 1972 jährlich kleinere Designänderungen an den Front- und Heckmasken. Zum Modelljahr 1973 erforderten gesetzliche Bestimmungen allerdings eine umfangreiche Neugestaltung der Frontpartie. 1974 erschien dann die nächste, vollständig neu gestaltete Newport-Generation.

## Schwestermodelle

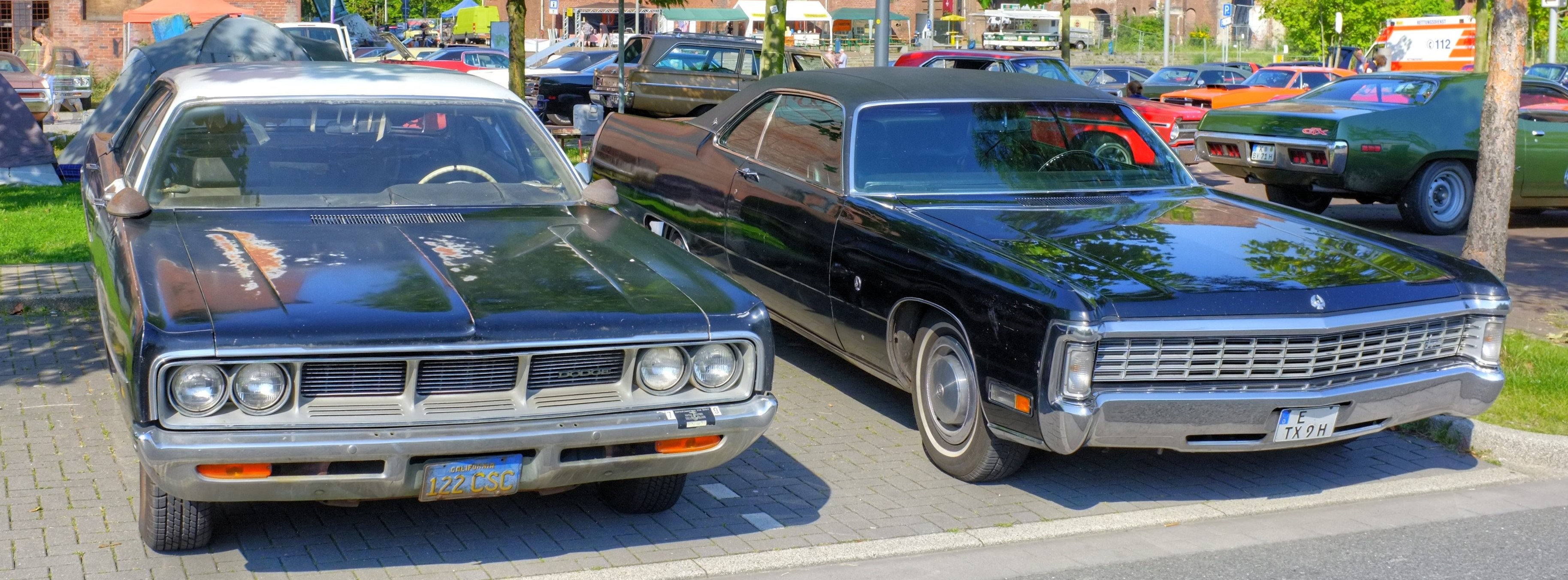
Schwestermodelle: Dodge Polara von 1969 (links) und Imperial von 1970

Schwestermodelle des Chrysler Newport der dritten Generation sind
- bei der Marke Chrysler: 300 und New Yorker
- bei der Marke Dodge: Polara und Monaco
- bei der Marke Plymouth: Fury und
- bei der Marke Imperial: die Baureihen Crown und LeBaron.

## Modellbeschreibung

### Karosserie
Die Karosserie des Newport ist selbsttragend, englisch „Unibody“. Sie besteht aus gepressten (tiefgezogenen) Stahlblechen.

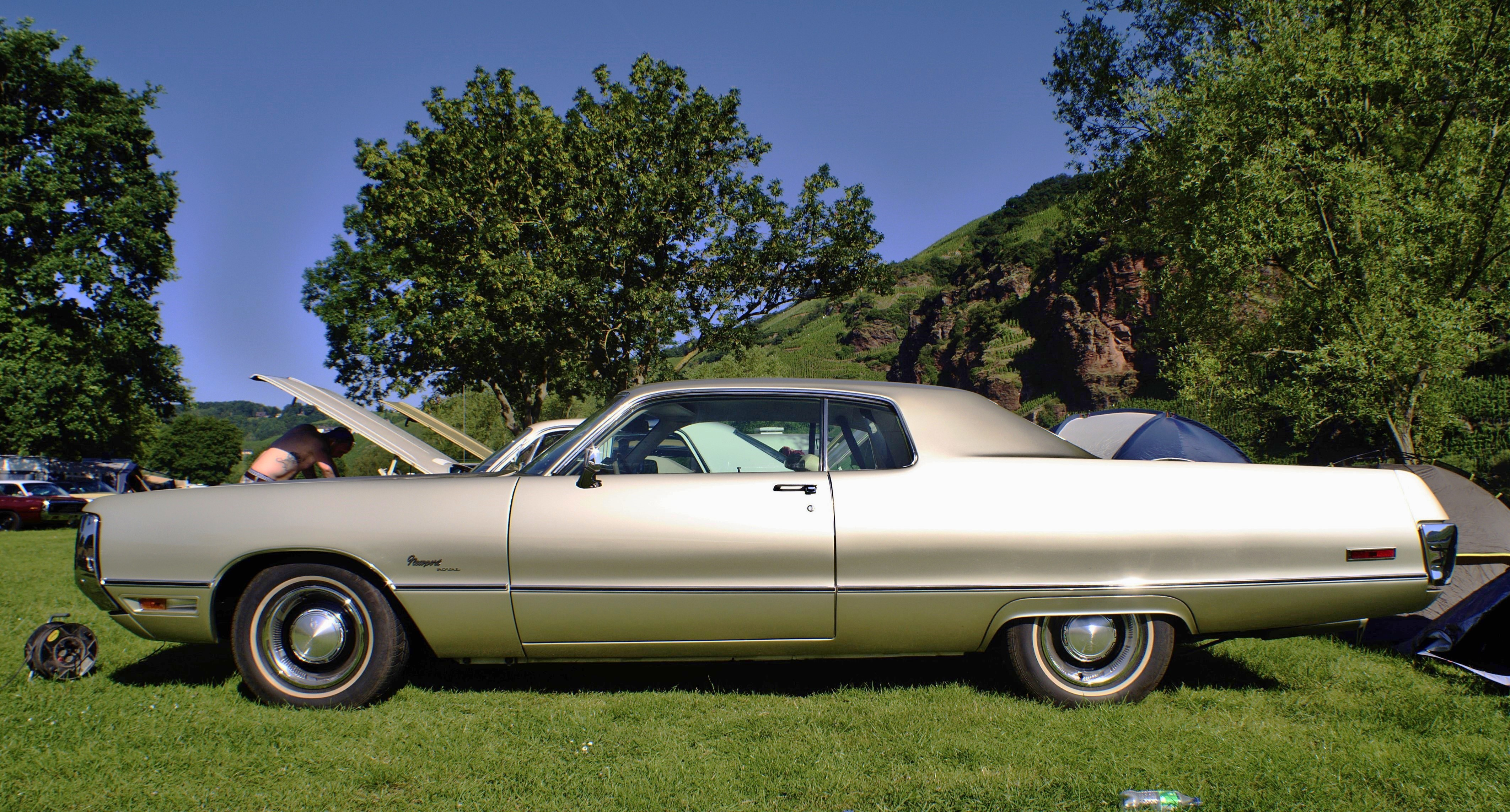
Hohe Gürtellinie, viel Blech, kleine Glasflächen: Fuselage Styling (Chrysler Newport Hardtop Coupé 1972)

Die Karosserien aller Newports dieser Generation sind im Fuselage Design gestaltet. Wesentliches Merkmal dieses Designkonzepts sind großflächige Blechpartien mit leicht konvex gestalteten, das heißt nach außen gewölbten Fahrzeugflanken. Sicken und Knicke in den Blechpartien verlaufen vor allem in waagerechter Richtung, sodass sie den Eindruck der Länge noch verstärken. Die Gürtellinie liegt im Vergleich zu den Vorgängermodellen und auch zu den Fahrzeugen anderer Hersteller außergewöhnlich hoch; dadurch wurden die Blechpartien der Kotflügel und Türen betont. Im Vergleich dazu waren die Dimensionen der Glasflächen reduziert. Die hinteren Radausschnitte sind in der Höhe reduziert und bei den Coupés zudem mit Kunststoffpanelen (Spats) teilweise abgedeckt, sodass die Länge der hinteren Kotflügel zusätzlich betont wird. Stark geneigte A- und C-Säulen lassen die Fahrgastzelle klein erscheinen. Dieser Eindruck wird bei den zweitürigen Varianten noch durch eine vergleichsweise breite B-Säule unterstützt. Wie bei allen Fuselage-Modellen sind die Stoßfänger des Newport vorn und hinten in die Karosserie integriert. Vorn umlaufen sie in verschiedenen Variationen die gesamte Fahrzeugfront. Die Scheinwerfer und die Verkleidung der Kühleröffnung sind davon eingefasst. Dieses Gestaltungsmodell musste 1973, dem letzten Modelljahr dieser Newport-Generation, aufgrund gesetzlicher Bestimmungen aufgegeben werden.

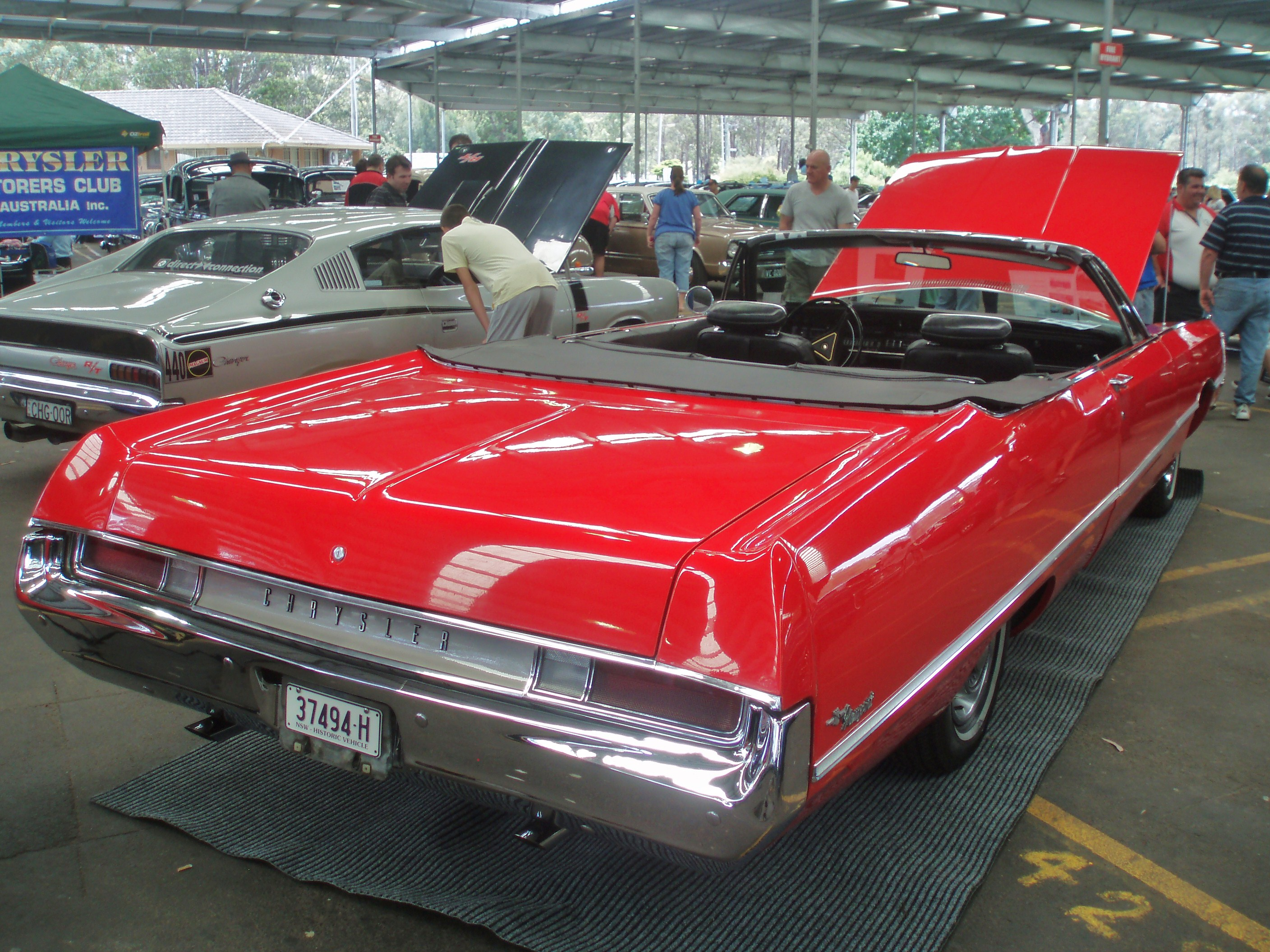
Seltenste Karosserieversion: Newport Convertible (1969)

Chrysler hatte vier verschiedene Karosserieversionen im Programm:
- eine viertürige Limousine mit durchgehender B-Säule (Sedan)
- eine viertürige Hardtop-Limousine ohne durchgehende B-Säule (Hardtop Sedan)
- ein zweitüriges Hardtop Coupé
- ein zweitüriges Cabriolet (nur 1969 und 1970)

Ein Kombiwagen mit sechs oder neun Sitzplätzen wurde unter der Bezeichnung Chrysler Town & Country verkauft.

### Fahrwerk
Die selbsttragende Karosserie des Newport hat vorn einen Hilfsrahmen. Die Vorderräder sind einzeln aufgehängt und haben Drehstabfedern, hinten hat das Auto eine Starrachse mit Blattfedern. Die Bremsanlage besteht vorn aus Scheiben-, hinten Trommelbremsen.

### Motorisierung und Kraftübertragung
Als Motorisierung standen ausschließlich Achtzylinder-V-Motoren zur Verfügung. Einstiegsmotorisierung war 1969 und 1970 ein 6276 cm³ (383 cui) großer Motor der B-Reihe. Als Chrysler die Produktion dieses Motors Ende 1970 einstellte, kam für zwei Jahre ein Small-Block-Motor der LA-Reihe mit 5898 cm³ (360 cui) Hubraum ins Programm. Mittlere Motorisierung war ab 1971 eine 6551 cm³ (400 cui) große Variante der B-Reihe, die 1971 und 1972 die mittlere Linie und 1973 die Einstiegsmotorisierung darstellte. Als stärkste Motoren standen in allen Modelljahren Varianten des 7206 cm³ (440 cui) großen Big Block aus der RB-Reihe im Programm.
Zum Modelljahr 1972 kam es zu einer Umstellung der Messmethoden für die Motorleistung. Während bisher Bruttowerte veröffentlicht worden waren, nannte Chrysler wie alle anderen Hersteller nun die Nettoleistung, die nominell geringer war als die Bruttoleistung. Tatsächliche Leistungseinbußen waren mit dieser Umstellung allerdings nicht verbunden.
Als Kraftübertragung war serienmäßig ein handgeschaltetes Dreiganggetriebe eingebaut; Chryslers TorqueFlite-Automatik war gegen Aufpreis als Sonderausstattung erhältlich.
| Chrysler Newport Übersicht über die Motorisierungen |               |                       |                       |                       |                       |                       |                       |                       |                       |                       |                       |                       |                       |                       |                       |
| Bauart                                              | Bauart        | Ottomotor V8-Zylinder | Ottomotor V8-Zylinder | Ottomotor V8-Zylinder | Ottomotor V8-Zylinder | Ottomotor V8-Zylinder | Ottomotor V8-Zylinder | Ottomotor V8-Zylinder | Ottomotor V8-Zylinder | Ottomotor V8-Zylinder | Ottomotor V8-Zylinder | Ottomotor V8-Zylinder | Ottomotor V8-Zylinder | Ottomotor V8-Zylinder | Ottomotor V8-Zylinder |
| Hubraum                                             | Hubraum       | 5898 cm³ (360 cui)    | 5898 cm³ (360 cui)    | 6276 cm³ (383 cui)    | 6276 cm³ (383 cui)    | 6276 cm³ (383 cui)    | 6276 cm³ (383 cui)    | 6551 cm³ (400 cui)    | 6551 cm³ (400 cui)    | 7206 cm³ (440 cui)    | 7206 cm³ (440 cui)    | 7206 cm³ (440 cui)    | 7206 cm³ (440 cui)    | 7206 cm³ (440 cui)    | 7206 cm³ (440 cui)    |
| Leistung (KW)                                       | Leistung (KW) | 138                   | 190                   | 205                   | 216                   | 223                   | 264                   | 138                   | 141                   | 160                   | 168                   | 182                   | 246                   | 276                   | 280                   |
| Leistung (PS)                                       | Leistung (PS) | 177                   | 258                   | 279                   | 294                   | 304                   | 335                   | 188                   | 192                   | 218                   | 228                   | 248                   | 335                   | 375                   | 380                   |
| Verfürbarkeit                                       | 1969          | -                     | -                     | -                     | Serie                 | -                     | Option                | -                     | -                     | -                     | -                     | -                     | -                     | -                     | Option                |
| Verfürbarkeit                                       | 1970          | -                     | -                     | -                     | Serie                 | -                     | Option                | -                     | -                     | -                     | -                     | -                     | -                     | -                     | Option                |
| Verfürbarkeit                                       | 1971          |                       | Serie (Basis, Royal)  | Serie (Custom)        | -                     | Option                | -                     | -                     | -                     | -                     | -                     | -                     | Option                | Option                | -                     |
| Verfürbarkeit                                       | 1972          | Serie (Royal)         | -                     | -                     | -                     | -                     | -                     | -                     | Serie (Custom)        | -                     | Option                | Option                | -                     | -                     | -                     |
| Verfürbarkeit                                       | 1973          | -                     | -                     | -                     | -                     | -                     | -                     | Serie                 | -                     | Option                | -                     | -                     | -                     | -                     | -                     |

## Ausstattungslinien

### Newport
In den Modelljahren 1969, 1970 und 1973 hatte Chrysler einen Newport ohne Zusatzbezeichnung im Programm. Er war jeweils das Basismodell der Baureihe. 1971 und 1972 wurde das Basismodell dagegen als Newport Royal verkauft. 1971 war der Newport ohne Zusatzbezeichnung die mittlere Ausstattungsvariante; 1972 gab es gar keinen Newport ohne Zusatzbezeichnung. 1973 kehrte diese Variante als Basismodell zurück.
Eine besondere Variante dieser Newport-Variante war das zweitürige Cabriolet, das nur 1969 und 1970 angeboten wurde.

### Newport Royal
Der Newport Royal war nur in den Modelljahren 1971 und 1972 erhältlich. In dieser Zeit war der Royal die preiswerteste und am schwächsten ausgestattete Variante der Newport-Reihe. Im Modelljahr 1971 lag der Listenpreis des Newport Royal etwa 100 US-$ unter dem des Newport (ohne Zusatzbezeichnung) und 200 US-$ unter dem des Newport Custom.

### Newport Custom
Der Newport Custom war in allen Modelljahren die am besten ausgestattete und teuerste Variante der Newport-Reihe. Die Preisdifferenz zum höherwertigen New Yorker betrug etwa 600 US-$.

## Die einzelnen Modelljahre

### 1969
Im ersten Modelljahr war der Newport als Basisversion und als höherwertiger Newport Custom erhältlich. Alle Versionen dieses Jahrgangs haben runde Doppelscheinwerfer und waagerechte Rückleuchten, die über der Stoßstange liegen. Das hintere Leuchtenband hat zahlreiche senkrechte Zierstreben.
Das preisgünstigste Modell war der viertürige Newport Sedan mit durchgehender B-Säule (3414 US-$), das teuerste das Cabriolet (3823 US-$). Insgesamt baute Chrysler in diesem Jahr 155.876 Newports und Newport Customs, 2196 davon als Cabriolet.

### 1970

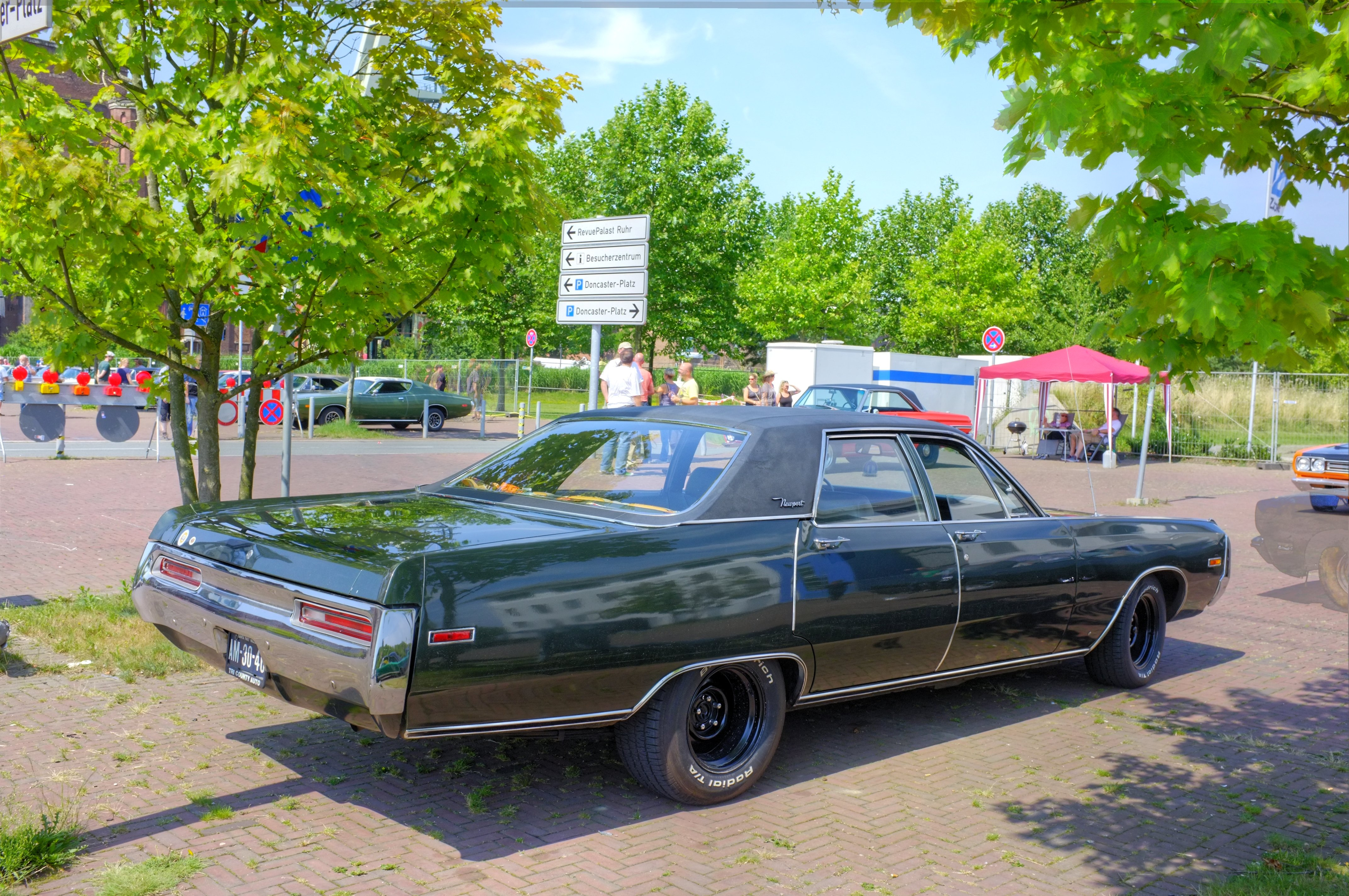
Chrysler Newport Four Door Sedan 1970

Für den zweiten Jahrgang der dritten Newport-Generation änderte sich im Bereich der Antriebstechnik nichts. Die gleichen Motortypen, die bereits 1969 erhältlich waren, gab es auch im Modelljahr 1970. Stilistisch änderte sich wenig. Nur die Heckpartie wurde neu gestaltet. Die hintere Stoßstange ist in diesem Jahrgang höher und umlaufend gestaltet; sie bettet die waagerechten Rückleuchten nun ein. Außerdem sind die seitlichen Positionslichter (Side Marker Lights) in den vorderen und hinteren Kotflügeln höher positioniert als im zurückliegenden Modelljahr.
Die Preise der 1970er Newports und Newport Customs lagen jeweils etwa 100 US-$ über denen des Modelljahrs 1969. Die Produktion brach um etwa ein Drittel ein. Alle Varianten zusammengenommen, entstanden 110.292 Fahrzeuge. Das Cabriolet war mit 1124 wie im Vorjahr die seltenste Newport-Version.

### 1971
Zum Modelljahr 1971 erschien der Newport Royal als neues Basismodell; der Newport ohne Zusatzbezeichnung rückte in die mittlere Position ein, und der Custom war die hochwertigste Ausführung. Das Cabriolet entfiel ersatzlos. Andererseits erweiterte Chrysler die Motorenpalette: Ergänzend zu den 6,6 und 7,2 Liter großen Achtzylindermotoren stand nun der Small-Block-Motor mit 5,9 Liter Hubraum im Programm, der die Serienmotorisierung des einfachen Newport und des Newport Royal war. Stilistisch gab es erneut Änderungen an der Heckpartie: Die Rückleuchten wurden größer und waren nun wieder – wie schon 1969 – mit senkrechten Streben verziert. Die Preise stiegen gegenüber dem Vorjahr um etwa 400 US-$ an: Preiswertestes Modell war nun der Newport Royal Four Door Sedan mit durchgehender B-Säule (4.078 US-$), teuerstes Modell der Newport Custom Hardtop Sedan (4.471 US-$). Der Produktionsumfang lag 1971 auf ähnlichem Niveau wie 1970.

### 1972
Zum Modelljahr 1972 wurde die Newport-Reihe vorn und hinten neu gestaltet. An der Frontpartie beschränkten sich die Änderungen auf die Verkleidung des Kühllufteinlasses: Anstelle des bisherigen feinmaschigen Gitters mit waagerechten Zierstreben wurden nun eine mittig geteilte Maske mit sechs rechteckigen Kästen auf jeder Seite eingebaut. An der Heckpartie befinden sich in den Kotflügelenden nun schmale, senkrechte Rückleuchten, die zur Fahrzeugmitte hin gewinkelt sind.
Die Newport-Reihe bestand in diesem Jahr aus dem Newport Royal als Basis- und dem Newport Custom als höherwertige Version; einen einfachen Newport ohne Zusatzbezeichnung gab es nicht. Die Preise wurden im Vergleich zu 1971 geringfügig gesenkt.

### 1973

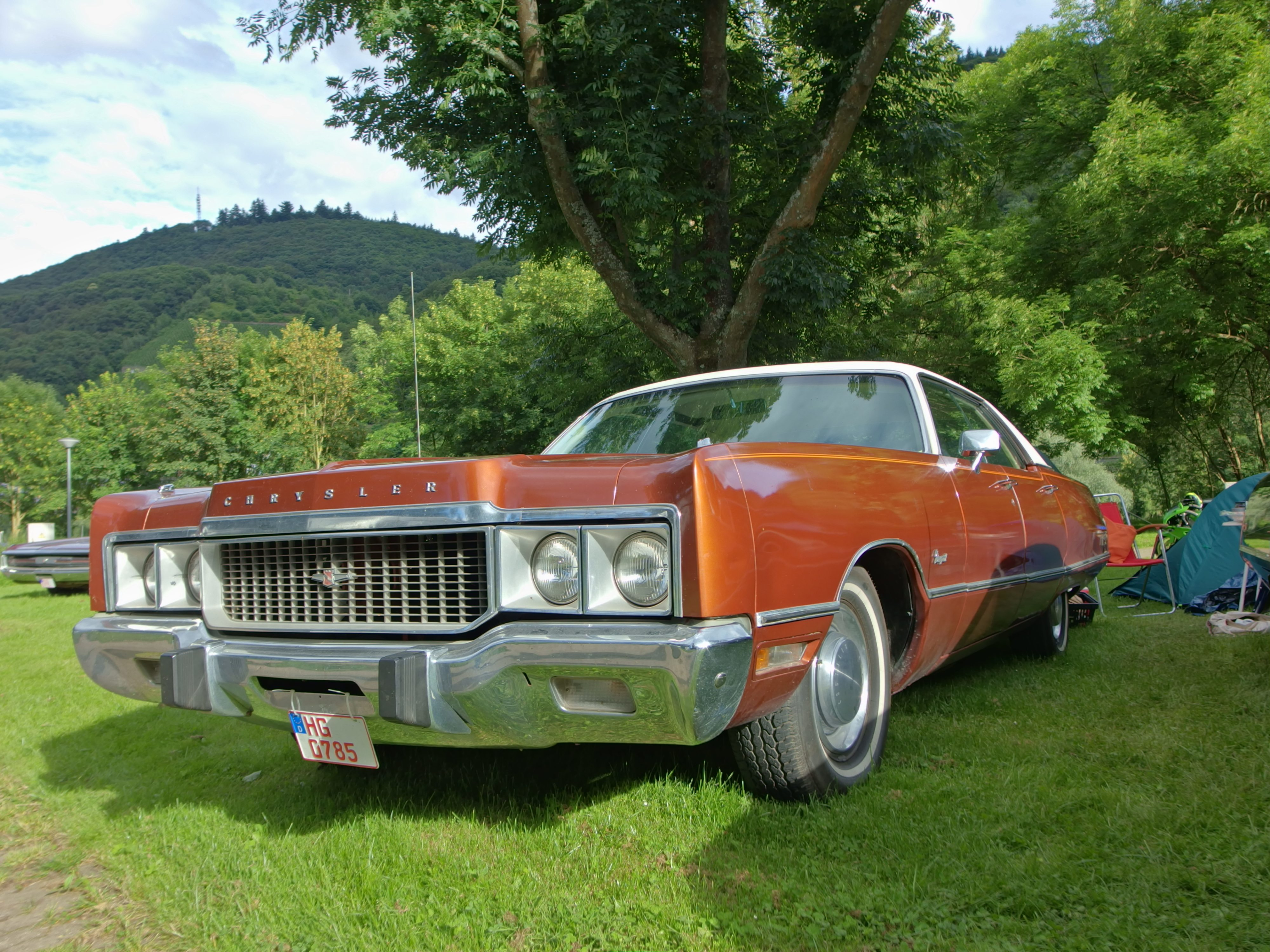
Chrysler Newport Hardtop Sedan 1973

Zum Modelljahr 1973 traten in den USA neue Sicherheitsbestimmungen in Kraft. Mit Blick auf einen Frontalaufprall waren ab 1973 für alle neu hergestellten Autos vorne Sicherheitsstoßfänger vorgeschrieben, die bei einem Aufprall mit einer Geschwindigkeit von bis zu fünf Meilen pro Stunde Karosserieschäden verhindern sollten.  Diese Vorgabe war abgesehen vom Ziel, die passive Verkehrssicherheit zu erhöhen, auch eine Reaktion auf den starken Anstieg der Prämien für Kfz-Versicherungen, der durch die hohe Zahl an Blechschäden und die geringe Reparaturfreundlichkeit der bisherigen Autos ausgelöst wurde. Für Chrysler bedeuteten diese Regeländerungen, dass die Frontpartie des Newport (und der übrigen Fuselage-Modelle) neu gestaltet werden musste, weil sich die Sicherheitsstoßfänger nicht in die umlaufenden Chromleisten integrieren ließen. Der Newport erhielt eine rechteckige Kühlermaske, die über die vordere Linie der Motorhaube hinausragt. Jeder Scheinwerfer ist in ein quadratisches Gehäuse eingebettet. Die hohe Stoßstange hängt unter der Kühlermaske und den Scheinwerfern. Der Rest der Karosserie blieb unverändert.
In diesem Modelljahr entfiel der Newport Royal. Die Baureihe bestand wie 1969 und 1970 nur noch aus dem Basis-Newport und dem Newport Custom. Die Preise stiegen im Vergleich zum Vorjahr um etwa 120 US-$.
Das neue Design des Newport löste eine erhöhte Nachfrage aus. Im Modelljahr entstanden mehr als 152.000 Autos, so viele wie seit 1969 nicht mehr.

## Sonderserien und besondere Pakete

### Sports Grain
Für die Cabriolets und Hardtop Coupés der einfachen Newport-Reihe war 1969 ein Sports Grain genanntes Dekorpaket erhältlich, zu dem Holzimitatfolie für die Wagenflanken gehörte. Vom Sports Grain wurde nur eine niedrige dreistellige Stückzahl hergestellt.

### Newport Cordoba
Im Frühjahr 1970 brachte Chrysler den Newport Cordoba (in Prospekten vielfach nur als Chrysler Cordoba bezeichnet) als Sonderserie auf den Markt, die den Absatz des Newport vor Ablauf des Modelljahrs fördern sollte. Der Newport Cordoba war als zweitüriges Hardtop-Coupé und zweitüriger Hardtop-Sedan erhältlich. Alle Fahrzeuge waren goldmetallic lackiert und hatten goldene Farbakzente in der Verkleidung der Kühlluftöffnung und in den Radkappen. Das Dach war mit einem strukturierten Vinyl bezogen, auf das Muster in pseudo-aztekischem Stil gedruckt waren. Chrysler bezeichnete diese Gestaltung als Español Roof. Auf der Motorhaube war ein aztekisch anmutendes Medaillon angebracht. Bis zum Sommer 1970 verkaufte Chrysler 1868 Cordoba-Hardtop-Coupés und 1873 Cordoba-Hardtop-Sedans.
In den folgenden Modelljahren setzte Chrysler die Newport-Cordoba-Serie nicht fort. Ab 1975 verwendete der Konzern den Namen des Chrysler Cordoba für ein neu konstruiertes Personal Luxury Coupé im Intermediate-Segment.

### NewportNavajo Special Edition
Im Modelljahr 1973 kam als Sonderversion eine Navajo Special Edition heraus, zu der eine kupferfarbene Lackierung, ein weißes Vinyldach und Sitze mit Stoffen in pseudo-indigenem Stil gehörten. Das Paket war beim zweitürigen Hardtop-Coupé, beim Hardtop-Sedan sowie beim viertürigen Sedan erhältlich.

## Produktion
Die Newports der dritten Generation wurden im Werk Jefferson Avenue Assembly in Detroit, Michigan, sowie im Belvidere Assembly Plant in Belvidere, Illinois, gebaut.
In fünf Jahren entstanden, alle Karosserie- und Ausstattungsversionen zusammengenommen, 661.157 Newports.
| Produktionszahlen | Produktionszahlen | Produktionszahlen | Produktionszahlen | Produktionszahlen | Produktionszahlen | Produktionszahlen      | Produktionszahlen      | Produktionszahlen      | Produktionszahlen      | Produktionszahlen       | Produktionszahlen       | Produktionszahlen       | Produktionszahlen       |
|                   | Chrysler Newport  | Chrysler Newport  | Chrysler Newport  | Chrysler Newport  | Chrysler Newport  | Chrysler Newport Royal | Chrysler Newport Royal | Chrysler Newport Royal | Chrysler Newport Royal | Chrysler Newport Custom | Chrysler Newport Custom | Chrysler Newport Custom | Chrysler Newport Custom |
| Modell- jahr      | Two-Door Hardtop  | Convertible       | Four-Door Hardtop | Sedan             | Summe             | Two-Door Hardtop       | Four-Door Hardtop      | Sedan                  | Summe                  | Two-Door Hardtop        | Four-Door Hardtop       | Sedan                   | Summe                   |
| ----------------- | ----------------- | ----------------- | ----------------- | ----------------- | ----------------- | ---------------------- | ---------------------- | ---------------------- | ---------------------- | ----------------------- | ----------------------- | ----------------------- | ----------------------- |
| 1969              | 33.639            | 2.169             | 20.608            | 55.083            | 111.449           |                        |                        |                        |                        | 10.995                  | 15.981                  | 18.401                  | 45.377                  |
| 1970              | 21.664            | 1.124             | 16.940            | 39.285            | 79.013            |                        |                        |                        |                        | 6.639                   | 10.873                  | 13.767                  | 31.279                  |
| 1971              | 13.549            |                   | 10.800            | 24.834            | 49.183            | 8.500                  | 5.188                  | 19.662                 | 33.350                 | 5.527                   | 10.207                  | 11.254                  | 26.988                  |
| 1972              |                   |                   |                   |                   |                   | 22.622                 | 15.185                 | 47.437                 | 85.244                 | 10.326                  | 15.457                  | 19.278                  | 45.061                  |
| 1973              | 27.456            |                   | 20.175            | 541.47            | 101.778           |                        |                        |                        |                        | 12.293                  | 20.050                  | 20.092                  | 52.435                  |
| Summe             | 341.423           | 341.423           | 341.423           | 341.423           | 341.423           | 118.594                | 118.594                | 118.594                | 118.594                | 201.140                 | 201.140                 | 201.140                 | 201.140                 |
| Gesamtproduktion  | 661.157           | 661.157           | 661.157           | 661.157           | 661.157           | 661.157                | 661.157                | 661.157                | 661.157                | 661.157                 | 661.157                 | 661.157                 | 661.157                 |